# Potápka novozélandská
Potápka novozélandská (Poliocephalus rufopectus) je druh vodního ptáka z čeledi potápkovitých, který se endemitně vyskytuje na Novém Zélandu. Původně byl rozšířen po Jižním i Severním ostrově, avšak potápky z Jižního ostrova vymizely v průběhu 40. let 20. století. Důvody nejsou zcela zřejmé, patrně hrál svou roli úbytek vhodných stanovišť i tlak ze strany predátorů zanesených na Nový Zéland člověkem jako jsou lasice nebo krysy. Celková populace kachen se odhaduje na 1900–2000 jedinců (včetně nedospělých potápek). Vzhledem k nejasnému populačnímu trendu a pokračujícímu ohrožení ze strany nepůvodních savců i narůstajícími rušícími aktivitami lidí na jezerech je druh na pokraji ohrožení.
Jedná se o poměrně nenápadnou malou potápku s tmavým opeřením na horní straně těla, spodní strana těla je světlejší. Ve svatebním šatu se potápkám barví přední strana krku a hruď do načervenalých barev. Výrazné jsou žluté duhovky. Velké nohy potápkám pomáhají v obratném pohybu pod vodou, kde hledají potravu v podobě vodních bezobratlých živočichů. Občas uloví i raka nebo malou rybku. Kladení vajec probíhá od června do března, nejčastěji od září do prosince, v oblasti termálních pramenů Rotoruy klidně i po celý rok. Samice snáší nejčastěji 2, občas 3 vejce. Inkubují samec i samice po dobu 22–23 dní. Vodivá, prekociální mláďata opouští hnízdo bezprostředně po vyklubání. Rodiče jim pomáhají shánět potravu, k osamostatnění mláďat dochází po cca 10 týdnech. Habitat druhu tvoří mělká, krytá sladkovodní jezera a přehrady, v zimě se potápky stahují i do větších, méně krytých jezer.

## Taxonomie
První vědecký popis druhu obstaral anglický zoolog George Robert Gray v roce 1843. Potápka novozélandská netvoří žádné poddruhy a i geografická morfologická variace druhu je jen minimální. Nejbližším příbuzným potápky novozélandské je australská potápka šedohlavá, se kterou společně utváří rod Poliocephalus.
Druhové vědecké jméno rufopectus je složeninou latinského rufus („červený“, „načervenalý“) a pectus („hruď“, „prsa“). Domorodé (maorské) názvy druhu jsou weweia, totokipio, taihoropi (Hokianga) a taratimoho (Waikato).

## Popis
Délka těla dospělé potápky se pohybuje kolem 28–30 cm. Samec váží cirka 270 g, samice kolem 230 g. Krk je úzký, hlava malá, křídla krátké a nohy velmi silné. Samec i samice vypadají velmi podobně, i když samci jsou v průměru o cca 20 % těžší a mají delší zobák. Rozdíl je patrný i v terénu, pokud jsou samec a samice těsně vedle sebe.
Hlava je načernalá s jemným stříbrným krátkým proužkováním. Přední strana krku a hruď jsou v prostém šatu kaštanové, avšak ve svatebním šatu se barví do červena. Zbylá svrchní strana těla je převážně hnědočerná, spodní strana je světlejší a nejspodnější partie spolu se spodní stranou křídel jsou z většiny bílé. Ocas je černý a pouze několik centimetrů dlouhý. Duhovky jsou žluté. Tlusté silné nohy jsou olivově zelené se žlutě zbarvenými vnitřními stranami běháků a okrajů noh.

## Biologie

### Rozmnožování

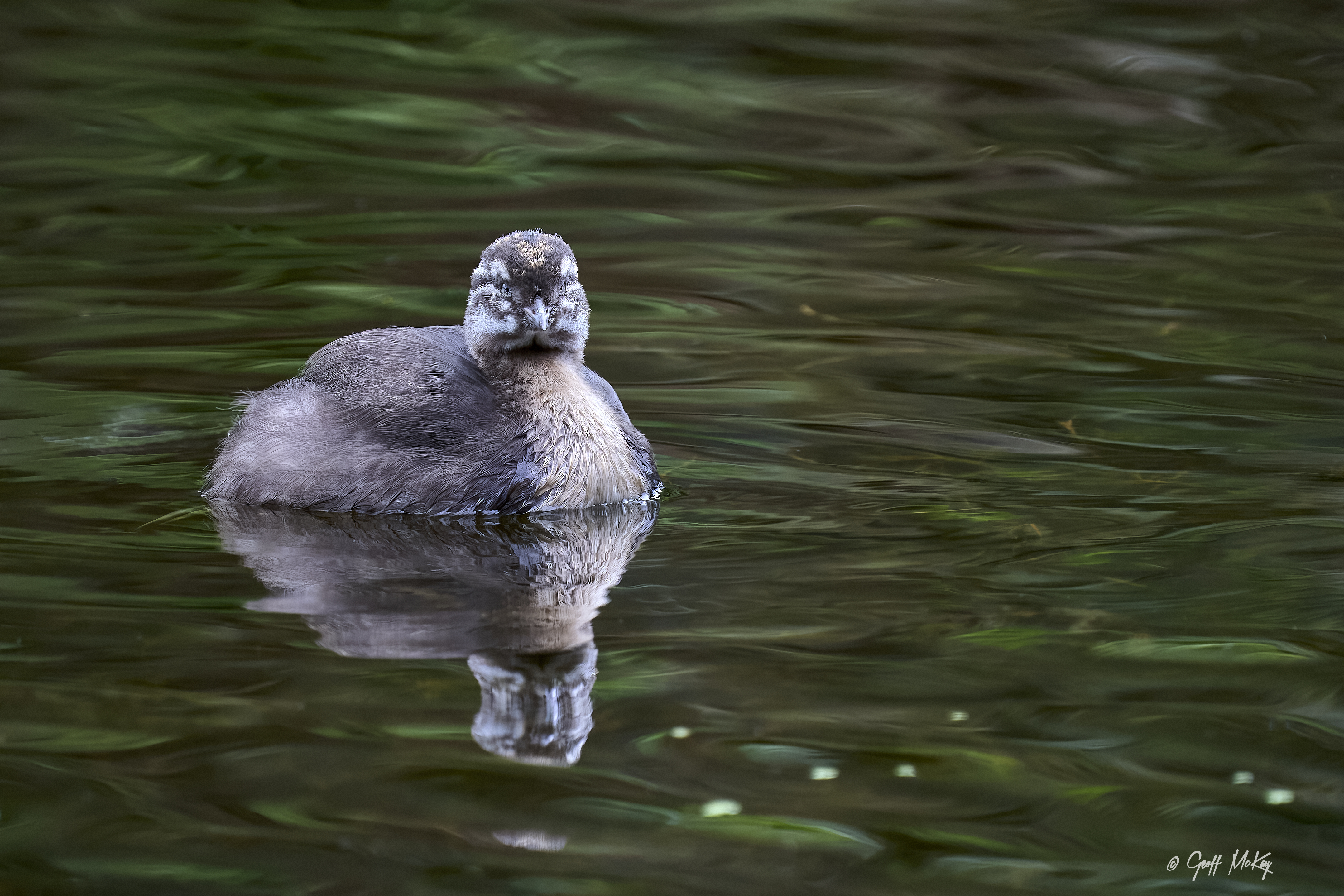
Mládě s patrným tmavobílým pruhováním na hlavě

Rozmnožovací aktivity začínají námluvami, které mohou začít již v červnu (Manawatu), avšak typicky začínají až o několik měsíců později. V oblasti jezer kolem Rotoruy, kde teplota vody dosahuje příhodných hodnot díky tamější vulkanické aktivitě, se potápky mohou rozmnožovat po celý rok. Námluvy se dějí na vodě a zahrnují mj. ritualizované ponory, otáčení a kývání hlavy ze strany na stranu a kontaktní volání. Po utvoření páru dochází ke stavbě hnízda. Materiál na stavbu shánějí oba partneři, avšak samotnou stavbu obstarává pouze samice. Hnízdo je typicky postaveno z vodou nasáklého, tlejícího orobince Typha orientalis, který potápky získávají ze dna vodní plochy. Hnízdo plove na hladině, avšak bývá přichyceno k vodní rostlině, větvím spadlého stromu nebo nízko dosahujícím větvím (např. vrby). Občas je postaveno i přímo na mělké vodě těsně u břehu, typicky pod spadlým stromem či pod nízkým převisem u strmého břehu. V takových případech dno hnízda sahá až na dno vodní hladiny. Okraj hnízda bývá jen těsně nad vodní hladinou, následkem čehož jsou hnízda velmi citlivá na větší vlny. Ke kopulaci dochází na souši, např. na kameni, spadlém kmeni stromu či přímo na hnízdě.
Kladení vajec probíhá od června do března, nejčastěji od září do prosince. Samice snáší nejčastěji 2, občas 3 vejce, které jsou po snesení bílá, avšak brzy po nakladení se objevují hnědé fleky následkem zabarvení z rostlinného materiálu hnízda. Vejce má rozměr 43×29 mm a váží 18 g. Inkubují samec i samice po dobu 22–23 dní. V případě zániku snůšky dochází k novému zahnízdění. Vodivá mláďata opouští hnízdo bezprostředně po vyklubání a hrnou se na vodu, kde se pohybují buďto samostatným plaváním nebo na zádech jednoho z rodičů. Rodiče pomáhají mláďatům shánět potravu po dobu dalších cca 10 týdnů, naše dochází k osamostatnění mláďat.

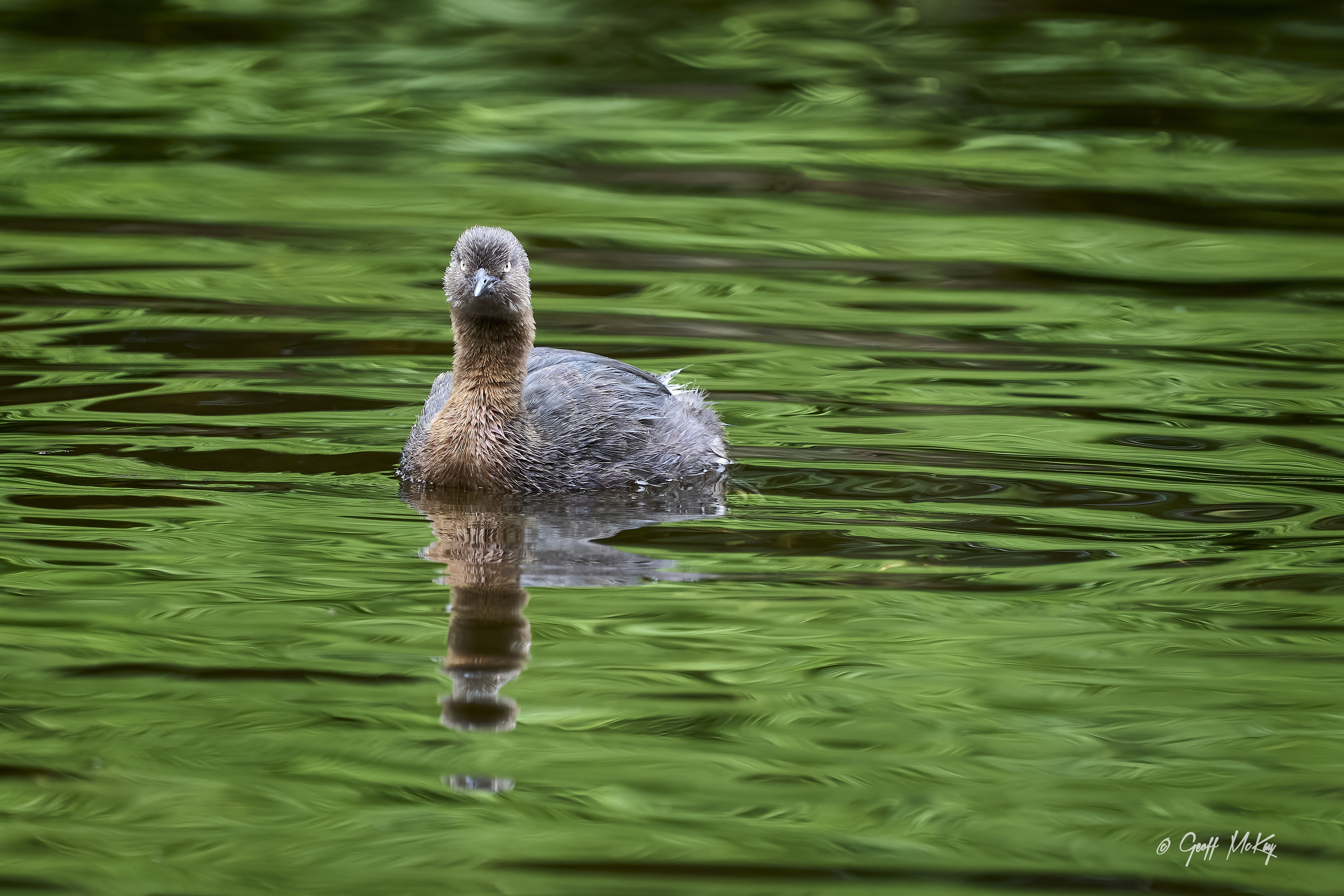
Juvenilní jedinec

Po skončení doby rozmnožování dospělé potápky přepeřují do prostého šatu a začnou se shlukovat do hejn na sladkovodních vodní plochách v jižních částech Severního ostrova. Mezi vodními plochami se pohybují v noci.

### Stanoviště
Typický hnízdní habitat druhu tvoří maloplošné mělké vodní plochy do hloubky 2 m jako jsou jezera v oblasti písečných dun a dobře skrytých lagun. Obývá i mělké kryté zálivy na větších jezerech ve vnitrozemí. V moderních dobách se vyskytuje i na umělých vodních plochách jako jsou přehradní nádrže, farmářské a oxidační rybníky. Důležitý je pro potápky i snadný přístup k husté vegetaci v těsné blízkosti vodní plochy. Vyskytují se do nadmořských výšek 740 m n. m. Mimo hnízdní období se potápky často objevují i na mnohem větších a hlubších, méně krytých jezerech. Na slané vodě se nevyskytují vůbec, a to ani mimo hnízdní období.

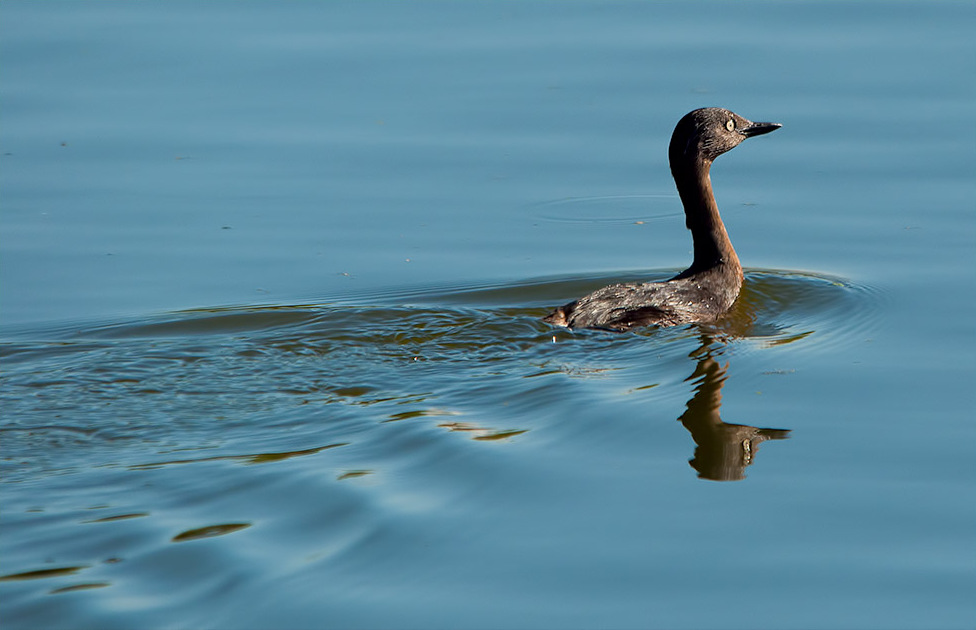
Potápka novozélandská při plavání na vodě

### Potrava
Potravu získává pod vodou, kde loví vodní bezobratlé živočichy jako jsou larvy a měkkýši. Občas sezobne i menší rybku nebo raka.

### Chování
Podobně jako ostatní potápkovití, i potápky novozélandské jsou dobře uzpůsobeny životu na vodě. Pro potravu se potápí tichým ponorem s hlavou napřed bez nebo jen s minimálním šplouchnutím. Pod vodou se pohybuje velmi obratně díky svému hydrodynamickému úzkému tělu a mohutným nohám, které používá jako ploutve. Pod vodou většinou zůstává 20–30 vteřin. I přes výborné zvládnutí potápěcích technik se jedná i o dobrého letce schopného poměrně dlouhotrvajícího vytrvalého letu.
Potápky se hlasově příliš neprojevují. Výjimku tvoří doba hnízdění, kdy na sebe volají štěbetavým hlasem. Někdy se mohou hlasově projevit i v případě vyrušení.

## Rozšíření a populace
Potápky novozélandské jsou rozšířeny ve fragmentovaných populacích po Severním ostrově Nového Zélandu od Northlandu po Wairapapu. Těžištěm výskytu leží na jezerech kolem Rotoruy, Northlandu, Hawke’s Bay, Wairarapy a vulkanické plošině Taupō. Zhruba třetina populace se vyskytuje v oblasti jezer kolem Rotoruy. Celková populace se odhaduje na 1900–2000 potápek, resp. 1200–1400 dospělých jedinců. Celkový populační trend je neznámý, avšak předpokládá se, že je stabilní nebo na mírném ústupu, i když některé místní populace mohou stoupat.

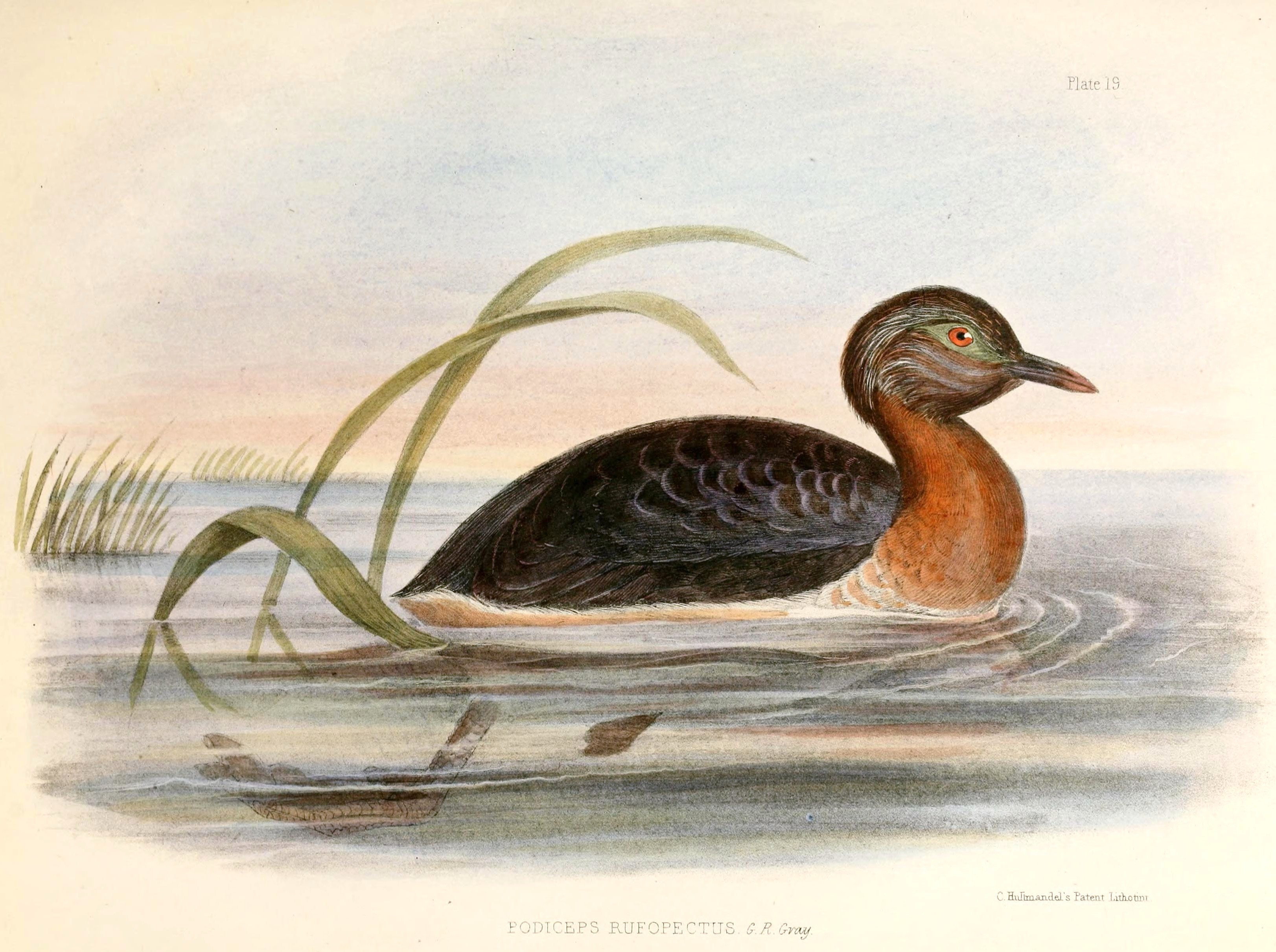
Ilustrace potápky novozélandské (Charles Joseph Hullmandel, 1844)

## Ohrožení a ochrana
Potápky novozélandské byly původně rozšířeny napříč Severním i Jižním ostrovem. V průběhu 20. století začala populace potápek z Jižního ostrova ustupovat a někdy od 40. let 20. století již zcela vymizely (na dlouhou dobu poslední ověřené zahnízdění na Jižním ostrově proběhlo v roce 1941 na jezeře Fergus (Fiordland). Přesné důvody pro vymizení potápek z Jižního ostrova nejsou známy, avšak patrně se bude jednat o kombinaci více faktorů jako je introdukce predátorů (lasicovité šelmy, krysy, potkani), pokles kvality vody, vysoušení vodních ploch, zvýšení rušivé lidské aktivity na jezerech a celkově úbytek přirozeného habitatu. V roce 2012 byl pozorován hnízdící pár potápek na jezeře Killarney (Golden Bay, Jižní ostrov). Jednalo se o první ověřené hnízdění druhu na Jižním ostrově od roku 1941. V roce 2015 byl pozorován další hnízdící pár na Jižním ostrově v oblasti Blenheimu.
K současným hrozbám patří predace ze strany krys a hranostajů, a to zvláště v době hnízdění. Druh je citlivý na rušení lidmi (procházející se lidé a lodě). Hnízdům na jezerech hrozí zaplavení vysokými vlnami způsobenými loděmi. Významnou hrozbu představuje i pokračující úbytek vhodných stanovišť mj. následkem invazivních druhů rostlin, které prorůstávají vodními plochami. Některé lidské aktivity potápkám paradoxně pomohly, a to zejména stavba přehrad, farmářských rybníků a dalších umělých vodních ploch. K ochranným opatřením patří hlavně monitoring populace a odchyt predátorů v oblasti hnízdišť. Mezinárodní svaz ochrany přírody druh hodnotí jako málo dotčený.